# Зинуков, Михаил Семёнович
Михаи́л Семёнович Зинуко́в (28 октября 1924, Бессоновка — 4 ноября 1956, Будапешт) — старший лейтенант Советской Армии, участник Великой Отечественной войны, участник подавления Венгерского восстания 1956 года, Герой Советского Союза (1956).

## Биография
Михаил Зинуков родился 28 октября 1924 года в селе Бессоновка (ныне — Пензенская область). Окончил неполную среднюю школу. В октябре 1942 года Зинуков был призван на службу в Рабоче-крестьянскую Красную Армию. В 1946 году он окончил Могилёвское пехотное училище. К осени 1956 года гвардии старший лейтенант Михаил Зинуков командовал ротой 114-го гвардейского парашютно-десантного полка 31-й гвардейской воздушно-десантной дивизии ВДВ. Отличился во время подавления Венгерского восстания 1956 года.

Бюст на аллее Героев в Бессоновке

В октябре 1956 года полк, в котором служил Зинуков, был переброшен при помощи авиации из Львовской области Украинской ССР в Венгрию. Зинуков принимал активное участие в уличных боях в Будапеште, его рота нанесла противнику большие потери. В одном из боёв с повстанцами Зинуков погиб. 
Похоронен на Лычаковском кладбище во Львове.
Указом Президиума Верховного Совета СССР от 18 декабря 1956 года за «мужество и отвагу, проявленные при выполнении воинского долга» гвардии старший лейтенант Михаил Зинуков посмертно был удостоен высокого звания Героя Советского Союза. 

## Награды

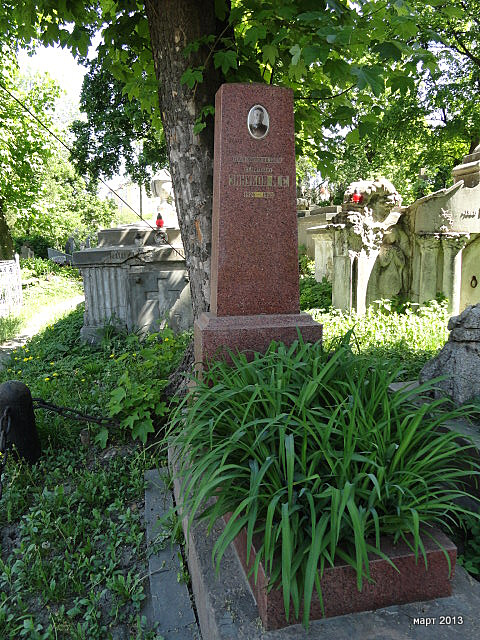
Могила на Лычаковском кладбище во Львове

- Медаль «Золотая Звезда» Героя Советского Союза
- Орден Ленина
- медаль «За победу над Германией в Великой Отечественной войне 1941—1945 гг.»
- юбилейная медаль «30 лет Советской Армии и Флота»

## Увековечение памяти
- Бюст Михаила Зинукова установлен на аллее Героев в селе Бессоновка Бессоновского района Пензенской области.
- Именем Михаила Зинукова названа улица в селе Бессоновка Бессоновского района Пензенской области.